# Beloniscops flavicalcar
Beloniscops flavicalcar is een hooiwagen uit de familie Beloniscidae.  De wetenschappelijke naam van Beloniscops flavicalcar gaat terug op Roewer.